# موني روي
موني روي (بالإنجليزية: Mouni Roy)‏ هي ممثلة ومطربة هندية من مواليد 1985 في كوتش بيهار. بدأت حياتها المهنية مع التلفزيون في عام 2006 مع Kyunki Saas Bhi Kabhi Bahu Thi..
في عام 2014، كانت روي هو المتأهل النهائي في برنامج الواقع Jhalak Dikhhla Jaa. صعدت إلى الشهرة من خلال تصويرها لـ Sati و Shivanya / Shivangi في Devon Ke Dev ... Mahadev و Naagin على التوالي. في عام 2018، دخلت أفلامًا مع الفيلم الرياضي Reema Kagti Gold أمام Akshay Kumar، حيث تم ترشيحها لجائزة Filmfare Best Female Debt Award، وجعلت أول ظهور لها مع الأغنية الجديدة "Bheegi Bheegi Raaton Mein".

## وصلات خارجية
- موني روي على موقع IMDb (الإنجليزية)
- موني روي على موقع قاعدة بيانات الأفلام العربية
- موني روي على موقع قاعدة بيانات الفيلم (الإنجليزية)